# Dananayakanpura, Tumkur
Dananayakanpura là một làng thuộc tehsil Tumkur, huyện Tumkur, bang Karnataka, Ấn Độ.